# ジョナサン・パーマー
ジョナサン・チャールズ・パーマー（Jonathan Charles Palmer, 1956年11月7日 - ）はイギリス出身の元レーシングドライバー、F1ドライバーで実業家。医師の資格を持っていることから、「フライング・ドクター」の愛称を持つ。
2014年GP2シリーズチャンピオンのジョリオン・パーマーは息子。

## プロフィール

### 初期の経歴
ブライトン・カレッジに学んだ後、パーマーはガイズ病院の医学生となった。パーマーは資格を得て、カックフィールド病院とブライトン病院で医師としての勤務が始まっていたが、一方で自動車競技への情熱も持ち1978年よりフォーミュラ・フォードへの参戦を開始。1980年にイギリス・フォーミュラ・フォード1600で上位の走りを見せた。

### F3/F2時代
1981年からイギリスF3選手権にウェスト・サリー・レーシングより参戦。ラルト・RT3トヨタを駆り開幕戦シルバーストンでデビューウィンを飾ると、以後開幕4連勝を含む全20戦中7勝を挙げる圧勝でシリーズ・チャンピオンを獲得。同選手権にはロベルト・モレノ、ラウル・ボーセル、ティエリー・タッシンなどが同時期参戦していた。
1982年からヨーロッパF2選手権にステップアップ。ホンダ
F2エンジンのワークスチームである「ラルト・レーシング」から参戦。チームメイトのケネス・アチソンと共にラルト・RH6/82・ホンダ(RA262E)をドライブ。第10戦ドニントン・パークラウンドにてF2での初ポール・ポジション(以下、PP)を獲得し、決勝でも3位表彰台を獲得するシーズンベストの走りを見せた。シリーズ・ランキング9位。
1983年のヨーロッパF2選手権もラルトから継続参戦。チームメイトはアチソンに替わりマイク・サックウェルとなった。ラルト・RH6/83H・ホンダで全12戦中4度のPP獲得、シーズン6勝（FL3回）を挙げ、表彰台登壇11回と言う圧勝にてシリーズチャンピオンを獲得する。

### グループC

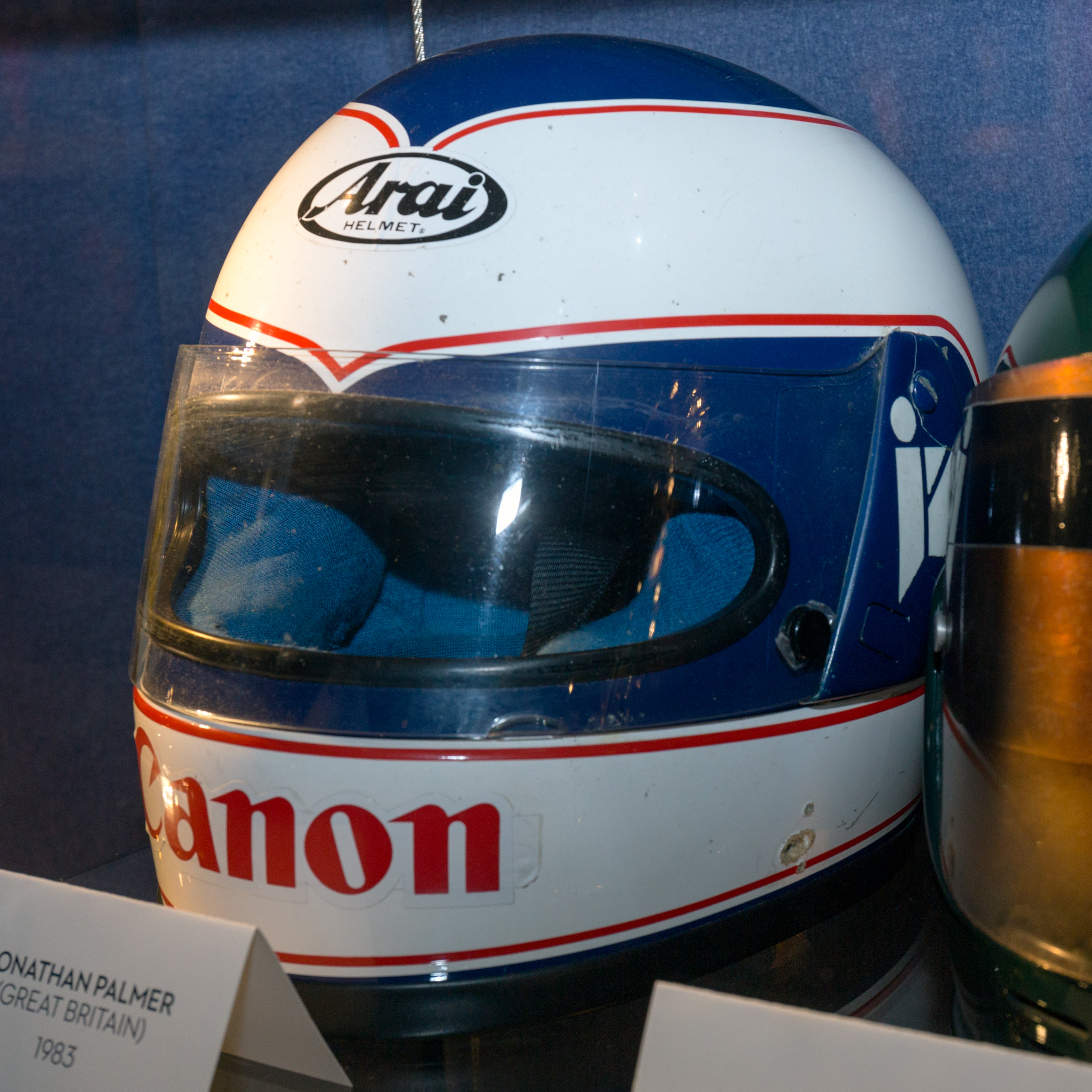
パーマーのヘルメット(1983WEC)

パーマーはスポーツカー世界選手権（WEC）にリチャード・ロイド・レーシングから出場し好結果を出している。1984年の世界耐久選手権では、キヤノン・ポルシェ・956の14号車でヤン・ラマースとのコンビで参戦し、第5戦ブランズハッチでは、ヨーストレーシングポルシェより2周差をつけ、リチャード・ロイドチーム初となるWEC優勝を果たした。この勝利後すぐにチームが新たに製作した956 GTiをデビューさせた。GTiは結果を出し、第8戦イモラで2位になった。ドライバーズチャンピオンシップでラマースとパーマーはWEC年間6位に入った。

### F1
1983年、F2とWECへの参戦と掛け持ちでウィリアムズF1のテストドライバーに起用された。F2タイトル獲得確定後の1983年ヨーロッパグランプリにてウィリアムズのサードカー（FW08C）でのスポット参戦が実現しF1デビュー、初戦13位で完走を果たす。このスポット参戦はF2タイトル獲得の褒美のようなものだったので、翌年の正シートはまた新たに探さなければならなかった。ティレルやスピリット・レーシングを含む多くのF1チームの元に交渉しに行ったが、F1シートを希望し、なおかつパーマーより高額の持参金（スポンサー）を持つ同年代ライバルが多数おり将来が決まらない難しい日々が続いた。

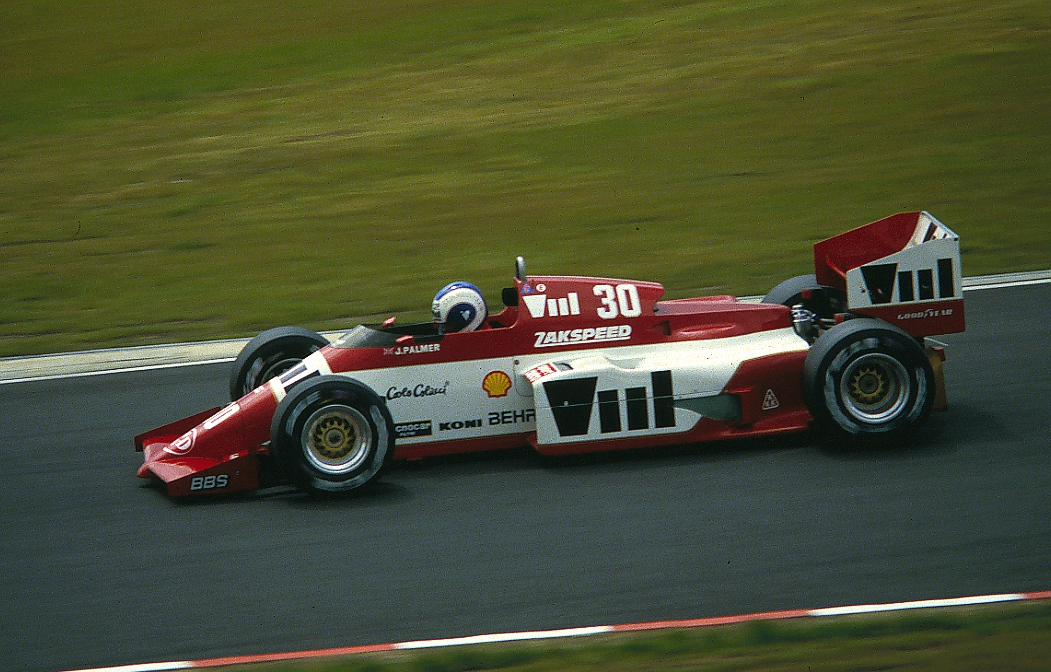
ザクスピード時代（1985年ドイツグランプリ）

1984年、開幕直前に下位チームではあったがRAMとの交渉に成功し、レギュラーシートを得てF1フルシーズン参戦を果たす。RAMレーシングは前年のF1で最も小さい規模のチームであり、多くは望めなかったが開幕戦ブラジルGPでパーマーは非力なRAM・01を8位に導き、第3戦から導入されたRAM・02でもチームメイトのフィリップ・アリオーより多くの完走をもたらした。
1985年にドイツのザクスピードへ移籍。下位チームながら自製の直4ターボエンジンと自製シャシーで参戦しておりマシントラブルの発生も多かったが、パーマーは在籍二年目の1986年にチーム完走率を高める堅実な走りを見せて評価を受けた。1986年シーズンを終えるとチームからは翌年も契約延長の打診を受けていたが、パーマーが「ザクスピードでの3年目を戦うことに意義を見出せなかった。グランプリで成功するには優秀なマシンが必要だし、できるだけの努力をしたにもかかわらずザクスピードでは全く成果が上がらなかった。」と述べ、移籍を決意していた。パーマーのイギリス国内での期待値は依然として高く、1986年の開幕前と1987年の開幕前はいずれも、マクラーレンのアラン・プロストのNo.2ドライバー候補として名前が挙がり、マクラーレン総帥のロン・デニスも「パーマーが速いことは十分に承知しているし、彼の能力に全く疑問の余地はないんだ。」とコメントしていたが、いずれも1年契約の打診だったことでパーマーとの契約は成立しなかった。それでもザクスピードには戻らず、「結果的に一時シートを失っても仕方が無いと思った。僕は自分にF1で優勝する力があることを信じているので、それが長期的に可能なチームに行く最善を尽くしたかった。」とこの時期の心境を語っている。
1987年開幕戦ブラジルGPはティレルから出走した。しかしこれは1戦のみの契約で、以後も1戦ごとの契約が続いた。第4戦モナコGPでパーマーがティレルを5位に導き、貴重な2ポイントをもたらした事で、ケン・ティレルとレギュラードライバー契約を結ぶことが出来た。以後、ターボエンジン全盛期のF1界でノンターボマシン・DG016をドライブし全16戦中13戦で完走、うち6位以内入賞を3度と健闘し7ポイント獲得。同年に設けられた自然吸気エンジン搭載車のタイトルである「ジム・クラーク・カップ」を獲得。最終戦終了後、クリスマス前にはケン・ティレルより翌年のドライバー契約の提示があり、契約書にサインをした。
1988年はチームメイトがF1ルーキーのジュリアン・ベイリーとなり、ベイリーが10度の予選落ちを喫する苦戦の中、パーマーがチームのエースとして奮闘。同年のマシン017に上位を窺える戦闘力は無かったが、完走者が少なかったモナコグランプリとデトロイトグランプリでしぶとく完走し5位に食い込むなど、計5ポイントを得てドライバーズ・ランキング14位。
1989年はティレルでの3年目となり、第2戦サンマリノグランプリからは良好なシャシー素性を持つ018に乗る機会を得て決勝6位となりチームにポイントをもたらした。カナダGPではウェットレースの中ファステスト・ラップを記録したが、チームメイトであるミケーレ・アルボレートが第4戦メキシコグランプリで3位表彰台、第7戦フランスグランプリからアルボレートに替わって加入した新人ジャン・アレジがデビュー戦で4位を獲得し話題となる中、パーマーは堅実ながら予選成績で下位が多く、決勝最高位が6位2回と獲得ポイントも差をつけられドライバーズ・ランキング25位で終了となり1990年のF1レギュラーシートを確保できず、同年の日本グランプリがパーマーにとって最後のF1決勝レース出走となった（最終戦のオーストラリアグランプリでは予選不通過）。
1990年からは、ロン・デニスからのオファーを受けてマクラーレン・ホンダのテスト・ドライバーに就任。MP4/5B、4/6及び4/7Aの開発に携わった。マクラーレンでの業務に支障がない範囲で、ル・マン24時間レースやイギリスツーリングカー選手権（BTCC）に1991年まで参戦した。

### 引退後
1991年から1997年までBBCのF1中継解説者を務めた。また、ジュニアフォーミュラの「フォーミュラ・パーマー・アウディ」を主宰する他、現在はオウルトンパークやブランズ・ハッチなど複数のサーキットを所有する「モータースポーツ・ビジョン」社の共同経営者となっている。
2008年には、翌年より国際自動車連盟（FIA）が復活させたFIA F2選手権シリーズの運営責任者に選ばれているなど、引退後のイギリスのモータースポーツ界の重鎮の1人として活躍している。

### エピソード
- F2時代まで、平日は医師として勤務し、週末にサーキットに足を運びレースに参戦する多忙な生活を送っていた。F1にステップアップ後は医師を辞めレーサーに専念。1987年、看護師の女性と結婚し秀才カップルと呼ばれた[15]。パーマーは「彼女がモーターレーシングに対して関心がない点がよかった。これは僕にとって日常が平穏であるために重要なんだ」とコメント。
- 趣味はヘリコプターの操縦。ヘリコプターだけでなく飛行機の操縦ライセンスも所持しており、「フライング・ドクター」という愛称の由来となった。パーマーはヘリの操縦について「チョッパーと呼ばれる小さいヘリが好きで、空を飛ぶというチャレンジをして自分の操縦技術を向上させることができる点が魅力」と語り、「レーサーとして、ビジネスでクルマを限界で運転するという感覚は、プレッシャーも凄くてちょっとした悪夢なんだ。空を飛んでいる時はその悪夢を忘れることができるんだよ。」とインタビューで述べている[16]。

## レース戦績

### イギリス・フォーミュラ3選手権
| 年     | チーム                     | シャシー   | エンジン    | タイヤ | 1     | 2     | 3     | 4     | 5       | 6     | 7     | 8     | 9     | 10     | 11    | 12    | 13    | 14    | 15    | 16    | 17    | 18      | 19    | 20    | 順位 | ポイント |
| ------ | -------------------------- | ---------- | ----------- | ------ | ----- | ----- | ----- | ----- | ------- | ----- | ----- | ----- | ----- | ------ | ----- | ----- | ----- | ----- | ----- | ----- | ----- | ------- | ----- | ----- | ---- | -------- |
| 1981年 | ウェストサリー・レーシング | ラルト RT3 | トヨタ 2T-G | A      | SIL 1 | THR 1 | SIL 1 | MAR 1 | THR Ret | THR 5 | SNE 2 | SIL 3 | CAD 1 | SIL 3* | SIL 2 | BRH 2 | SIL 3 | MAR 4 | OUL 2 | SIL 3 | OUL 1 | SIL DSQ | SNE 1 | THR 6 | 1位  | 126      |

- * : ヨーロッパF3選手権との合同レース

### 全日本フォーミュラ2選手権
| 年     | チーム             | シャーシ       | エンジン       | タイヤ | 車番 | 1   | 2   | 3   | 4   | 5     | 6     | 7   | 8       | 順位 | ポイント |
| ------ | ------------------ | -------------- | -------------- | ------ | ---- | --- | --- | --- | --- | ----- | ----- | --- | ------- | ---- | -------- |
| 1982年 | ラルト・レーシング | ラルト・RH6/82 | ホンダ・RA262E |        | 15   | SUZ | FSW | SUZ | SUZ | SUZ 3 | SUZ 8 |     |         | 8位  | 15       |
| 1983年 | ラルト・レーシング | ラルト・RH6/83 | ホンダ・RA263E | B      | 11   | SUZ | FSW | NIS | SUZ | SUZ   | FSW   | SUZ | SUZ Ret | NC   | 0        |

### ヨーロッパ・フォーミュラ2選手権
| 年     | エントラント       | シャーシ       | エンジン       | 1       | 2       | 3      | 4      | 5     | 6     | 7     | 8     | 9       | 10    | 11      | 12      | 13  | 順位 | ポイント |
| ------ | ------------------ | -------------- | -------------- | ------- | ------- | ------ | ------ | ----- | ----- | ----- | ----- | ------- | ----- | ------- | ------- | --- | ---- | -------- |
| 1982年 | ラルト・レーシング | ラルト・RH6/82 | ホンダ・RA262E | SIL 15  | HOC Ret | THR 11 | NÜR 14 | MUG 5 | VLL 5 | PAU 6 | SPA 6 | HOC Ret | DON 3 | MAN Ret | PER DNS | MIS | 9位  | 10       |
| 1983年 | ラルト・レーシング | ラルト・RH6/83 | ホンダ・RA263E | SIL Ret | THR 3   | HOC 1  | NÜR 4  | VLL 2 | PAU 3 | JAR 3 | DON 1 | MIS 1   | PER 1 | ZOL 1   | MUG 1   |     | 1位  | 68       |

- 太字はポールポジション、斜字はファステストラップ。(key)

### F1
| 年     | 所属チーム                   | シャシー | 1       | 2       | 3       | 4       | 5      | 6       | 7       | 8       | 9       | 10      | 11      | 12      | 13      | 14      | 15      | 16      | WDC  | ポイント |
| ------ | ---------------------------- | -------- | ------- | ------- | ------- | ------- | ------ | ------- | ------- | ------- | ------- | ------- | ------- | ------- | ------- | ------- | ------- | ------- | ---- | -------- |
| 1983年 | ウィリアムズ                 | FW08C    | BRA     | USW     | FRA     | SMR     | MON    | BEL     | DET     | CAN     | GBR     | GER     | AUT     | NED     | ITA     | EUR 13  | RSA     |         | NC   | 0        |
| 1984年 | スコール・バンディット (RAM) | 01       | BRA 8   | RSA Ret |         |         |        |         |         |         |         |         |         |         |         |         |         |         | NC   | 0        |
| 1984年 | スコール・バンディット (RAM) | 02       |         |         | BEL 10  | SMR 9   | FRA 13 | MON DNQ | CAN     | DET Ret | DAL Ret | GBR Ret | GER Ret | AUT 9   | NED 9   | ITA Ret | EUR Ret | POR Ret | NC   | 0        |
| 1985年 | ザクスピード                 | 841      | BRA     | POR Ret | SMR DNS | MON 11  | CAN    | DET     | FRA Ret | GBR Ret | GER Ret | AUT Ret | NED Ret | ITA     | BEL     | EUR     | RSA     | AUS     | NC   | 0        |
| 1986年 | ザクスピード                 | 861      | BRA Ret | ESP Ret | SMR Ret | MON 12  | BEL 13 | CAN Ret | DET 8   | FRA Ret | GBR 9   | GER Ret | HUN 10  | AUT Ret | ITA Ret | POR 12  | MEX 10  | AUS 9   | NC   | 0        |
| 1987年 | ティレル                     | DG016    | BRA 10  | SMR Ret | BEL Ret | MON 5   | DET 11 | FRA 7   | GBR 8   | GER 5   | HUN 7   | AUT 14  | ITA 14  | POR 10  | ESP Ret | MEX 7   | JPN 8   | AUS 4   | 11位 | 7†       |
| 1988年 | ティレル                     | 017      | BRA Ret | SMR 14  | MON 5   | MEX DNQ | CAN 6  | DET 5   | FRA Ret | GBR Ret | GER 11  | HUN Ret | BEL 12  | ITA DNQ | POR Ret | ESP Ret | JPN 12  | AUS Ret | 14位 | 5        |
| 1989年 | ティレル                     | 017B     | BRA 7   |         |         |         |        |         |         |         |         |         |         |         |         |         |         |         | 25位 | 2        |
| 1989年 | ティレル                     | 018      |         | SMR 6   | MON 9   | MEX Ret | USA 9  | CAN Ret | FRA 10  | GBR Ret | GER Ret | HUN 13  | BEL 14  | ITA Ret | POR 6   | ESP 10  | JPN Ret | AUS DNQ | 25位 | 2        |

- 太字はポールポジション、斜字はファステストラップ。(key)
- † : 1987年に自然吸気エンジンを搭載しているチームのドライバーが対象である「ジム・クラーク・カップ」でパーマーは優勝している。

### ル・マン24時間レース
| 年     | チーム                                    | コ・ドライバー                            | 使用車両                | クラス | 周回 | 総合順位 | クラス順位 |
| ------ | ----------------------------------------- | ----------------------------------------- | ----------------------- | ------ | ---- | -------- | ---------- |
| 1983年 | キヤノン・レーシング GTi エンジニアリング | ヤン・ラマース リチャード・ロイド         | ポルシェ・956           | C      | 339  | 8位      | 8位        |
| 1984年 | GTi エンジニアリング                      | ヤン・ラマース                            | ポルシェ・956           | C1     | 239  | DNF      | DNF        |
| 1985年 | リチャード・ロイド・レーシング            | ジェームス・ウィーバー リチャード・ロイド | ポルシェ・956 GTi       | C1     | 371  | 2位      | 2位        |
| 1987年 | リキモリ・エキップ                        | ジェームス・ウィーバー プライス・コブ     | ポルシェ・962C          | C1     | 112  | DNF      | DNF        |
| 1990年 | ヨースト・ポルシェ・レーシング            | ボブ・ウォレク フィリップ・アリオー       | ポルシェ・962C          | C1     | –    | DNS      | DNS        |
| 1991年 | チーム・サウバー・メルセデス              | スタンレー・ディケンズ クルト・ティーム   | メルセデス・ベンツ・C11 | C1     | 223  | DNF      | DNF        |

### イギリスサルーン / ツーリングカー選手権
| 年     | チーム                               | 使用車両    | クラス | 1     | 2       | 3       | 4     | 5       | 6     | 7     | 8       | 9       | 10    | 11      | 12      | 13      | 14    | 15     | 順位 | ポイント | クラス |
| ------ | ------------------------------------ | ----------- | ------ | ----- | ------- | ------- | ----- | ------- | ----- | ----- | ------- | ------- | ----- | ------- | ------- | ------- | ----- | ------ | ---- | -------- | ------ |
| 1983年 | チェイレスモア・BMW モータースポーツ | BMW・635CSi | A      | SIL   | OUL     | THR     | BRH   | THR     | SIL   | DON   | SIL     | DON     | BRH   | SIL 5   |         |         |       |        | 30位 | 2        | 14位   |
| 1991年 | BMW チーム・フィナンス               | BMW・M3     |        | SIL 7 | SNE Ret | DON Ret | THR 6 | SIL 111 | BRH 6 | SIL 5 | DON 1 4 | DON 2 3 | OUL 5 | BRH 1 7 | BRH 2 6 | DON Ret | THR 2 | SIL 21 | 7位  | 66       |        |

1. ^ – レースは大雨の為、途中で中止され、ポイントは付与されなかった。